# Биатлон на Зимским олимпијским играма 1968 — штафета за мушкарце
Биатлонска трка штафета 4 х 7,5 км у мушкој конкуренцијиu одржана је први пут на Зимским олимпијским играма 1968. 15. фебруара у Отрану, (Француска).

## Правила такмичења
Екипа се стастоји од 4 биатлонца, од којих сваки трчи 7,5 км, са два гађања; једно у лежећем ставу на 2,5 км и једно у стојећем ставу на 5. километру. За свако гађање (5 мета) такмичар има 8 метака, од којих 5 иду у шаржер, а преостала три (уколико буду потребни) морају се ручно напунити. Уколико и после испуцаних 8 метака, има непогођених мета, трчи се казнени круг од по 150 м за сваки промашај. Први тркачи свих екипа крећу у исто време, а сваки следећи, зависно од тога којим редом његов претходник из тима стигне на место предаје штафета. Предаја се врши додиривањем, на било ком месту на телу, у „зони“ предаје дугој 50 метара. Предају надгледају посебне судије. Прво гађање, првог такмичара је на мети која одговара стартном броју штафете, а друго по редоследу стизања на гађање.

## Земље учеснице
У такмичању штафета учествовало је 56. биатлонца из 14. земаља.
1. Аустрија (4)
2. [3] Запдна Немачка
3. Источна Немачка (4)
4. Јапан (4)
5. Канада (4)
6. Норвешка (4)
7. Пољска (4)
8. Румунија (4)
9. САД (4)
10. Совјетски Савез (4)
11. Уједињено Краљевство (4)
12. Финска (4)
13. Француска (4)
14. Шведска (4)

## Резултати
Александар Тихонов био је најбржи на првој измени, и поред казненог круга, Совјетском Савезу је донео велику предност од 45 секунди испред Шведске. Норвешка је након прве измене била трећа са заостатком од 1 минута и 43 секунде заостатка, сувише далеко да се бори за златну медаљу. У другој измени Никола Пузанов повећао на 1 минут 41 секунду пред Шведском, али је Олав Јордет из Норвешке и поред два казнена круга скоро сустигао Швеђанина Торе Ериксона на 2 секунде иза њега. У трећој измени Магнар Солбрт који је освојио злато у појединачној конкуренцији, направио је најбољи резултат међу свим биатлонцима и смањио разлику на 1 минут и 16 секунди од совјетског представника Виктора Маматова, завршивши своју измену. У последњој измени, Владимир Гундарцев је показао добро скијањи и није дозволио да га угрози Јон Истад који је зарадио два казнена круга.
Као резултат тога, штафета СССР је заршила са великом предношћу од 1 минута и 48 секунди испред Норвешке.громним предност од 1 минут 48 секунди преко Норвешке. Национална штафета Шведске, једина која је завршила трку без казнених кругова, освојила је бронзану медаљу.Национални тим Шведске, једини тим побегао казнене кругова, освојио је бронзану медаљу.
| Пласман | Земља                                                                                        | Време                                     | Промашаји  | Заостатак |
| ------- | -------------------------------------------------------------------------------------------- | ----------------------------------------- | ---------- | --------- |
|         | Совјетски Савез · Александар Тихонов · Николај Пузанов · Виктор Маматов · Владимир Гондарцев | 2:13:02,4 33:28,9 34:07,2 32:53,2 32:33,1 | 2 1 0      | —         |
|         | Норвешка · Ола Верхауг · Олав Јордет · Магнар Солберг · Јон Истад                            | 2:14:50,2 35:12,1 34:06,8 32:26,4 33:04,9 | 5 1 2 0 2  | +1:47,8   |
|         | Шведска · Ларс-Јеран Арвидсон · Торе Ериксон · Оле Петрусон · Холмфеид Олсон                 | 2:17:26,3 34:13,3 35:03,8 35:00,0 33:09,2 | 0          | +4:23,9   |
| 4       | Пољска · Јозеф Рожак · Анджеј Фиедор · Станислав Лукашчик · Станислав Шчепањак               | 2:20:19,6 36:46,3 36:40,6 34:01,9 32:50,8 | 4 2 1 0    | +7:17,2   |
| 5       | Финска · Јухани Сутаринен · Хејки Флејт · Калеви Вехекуле · Арве Кинари                      | 2:20:41,8 38:05,0 35:57,3 32:52,3 33:47,2 | 5 3 1 0 1  | +7:39,4   |
| 6       | Источна Немачка Хајнц Клугее Ханс-Герт Јан Хорст Кошка Дитер Шпер                            | 2:21:54,5 36:48,1 36:22,5 35:22,7 33:21,2 | 4 1 0 2    | +8:53,1   |
| 7       | Румунија · Георге Чимпоја · Константин Карабела · Николае Барбашеску · Вилмош Георге         | 2:25:39,8 36:54,2 34:54,7 38:50,3 35:00,6 | 4 0 4 0    | +12:37,4  |
| 8       | САД · Ралф Вокер · Едвард Вилијамс · Бил Спенсер · Џон Еренбек                               | 2:28:35,5 36:11,6 38:33,2 37:49,2 36:01,5 | 8 2 4 1    | +15:33,1  |
| 9       | Запдна Немачка Герберт Хинделанг Тео Меркел Хавијер Краус Герхард Геринг                     | 2:29:56,6 40:11,4 35:38,9 37:03,6 37:02,7 | 6 2 0 2    | +16:54,2  |
| 10      | Француска · Данијел Клодон · Серж Легран · Еме Груе-Масон · Жан-Клод Вири                    | 2:31:12,9 37:15,2 38:52,1 38:43,7 36:21,9 | 10 2 3 2   | +18:10,5  |
| 11      | Аустрија · Паул Ернест · Адолф Шервицл · Хорст Шнајдер · Франц Ветер                         | 2:33:47,1 37:46,2 37:20,0 38:04,0 40:36,9 | 10 1 0 1 8 | +20:44,7  |
| 12      | Уједињено Краљевство · Маркус Халидеј · Алан Лотли · Питер Танкок · Фредерик Ендру           | 2:34:40,9 37:43,6 39:17,2 40:20,8 37:19,3 | 9 1 2 5 1  | +21:38,5  |
| 13      | Јапан · Исао Оно · Мики Шибуја · Шозо Окујама · Хаџиме Јошимура                              | 2:35:21,0 38:42,3 39:07,5 39:05,1 38:26,1 | 9 2 0 5 2  | +22:18,6  |
| -       | Канада · Џорџ Еди · Новлес Макгил · Џорџ Ратаји · Еско Кару                                  | НЗ                                        | —          | —         |

## Биланс медаља
|    | Земља           |   |   |   |   |
| -- | --------------- | - | - | - | - |
| 1. | Совјетски Савез | 1 | 0 | 0 | 1 |
| 2. | Норвешка        | 0 | 1 | 0 | 1 |
| 3. | Шведска         | 0 | 0 | 1 | 1 |
|    | Укупно (3)      | 1 | 1 | 1 | 3 |